# Jonny Gray

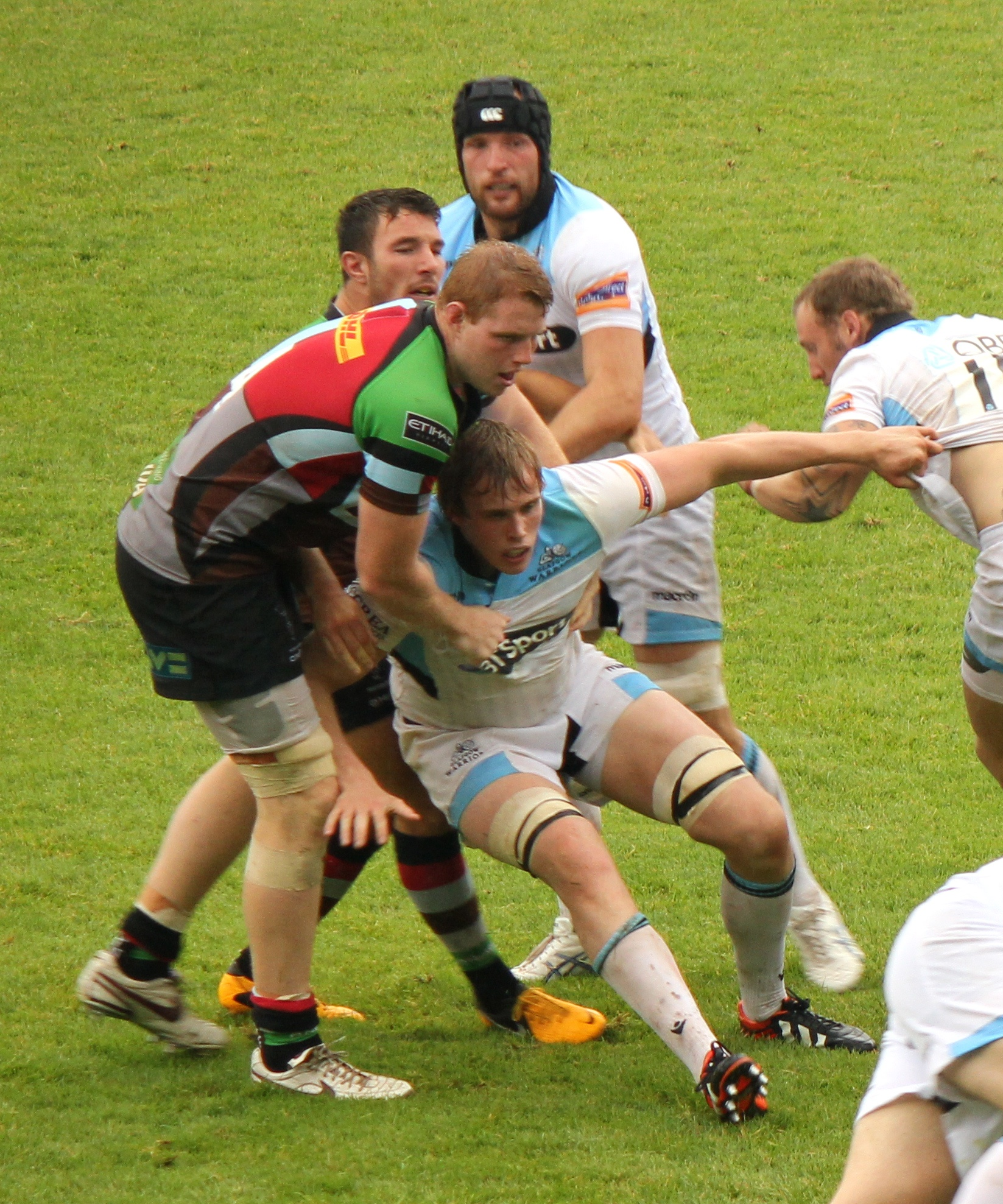
Gray (pośrodku) w barwach Glasgow Wariors (2013)

Jonny Gray (szkoc. wym. [ˌdʒɔ.ne ˈgɾeː], ur. 14 marca 1994 w Rutherglen) – szkocki rugbysta występujący na pozycji wspieracza; reprezentant kraju, dwukrotny uczestnik pucharu świata. Młodszy brat Richiego.

## Młodość
Gray wychowywał się w rodzinie, która w żaden sposób nie była związana z rugby; przeciwnie, jej członkowie byli zaangażowanymi kibicami piłki nożnej. Sam Jonny pierwszy kontakt z rugby zaliczył w wieku lat siedmiu, kiedy ojciec jego kolegi zabrał jego i jego brata do klubu w Cambuslang na przedmieściach Glasgow, w którym sam grywał. Gray w klubie tym pozostał do osiągnięcia lat 16 (roku 2011). Jako nastolatek swoją grę rozwijał także w szkole Calderglen High School w East Kilbride. Reprezentował także region Glasgow w zespołach do lat 16 i 18.
W młodości występował na pozycji wiązacza.

## Kariera klubowa
Po ukończeniu szkoły Gray grał w Hamilton R.C. Dobre występy w amatorskiej drużynie spowodowały, że młody zawodnik otrzymał sportowe stypendium John Macphail Scholarship i przez trzy miesiące szkolił się w Nowej Zelandii w ośrodku Canterbury Rugby Football Union. Jednocześnie wiosną 2012 roku został włączony do programu Scottish Rugby Elite Development organizowanego przez Scottish Rugby Union i otrzymał dwuletni profesjonalny kontrakt w zespole Glasgow Warriors z ligi Pro12. Jednocześnie zakontraktowany został w drużynie szkockiej Premiership, Currie R.F.C. W barwach Warriors zadebiutował w grudniu 2012 roku w derbowym spotkaniu z Edinburgh Rugby.
Latem 2013 roku Gray podpisał nową umowę wiążącą go z ekipą z Glasgow na trzy lata. W meczu pierwszej kolejki nowego sezonu, z Cardiff Blues pojawił się na boisku już w 20. minucie, zastępując kontuzjowanego Alastaira Kellocka. Uraz doświadczonego zawodnika stanowił szansę na zaprezentowanie swoich umiejętności, którą młody Gray w pełni wykorzystał, natychmiast wskakując do pierwszego składu szkockiej drużyny. Łącznie w sezonie tym wystąpił w 18 meczach, w tym w 15 od pierwszej minuty. Dodatkowo zadebiutował też w rozgrywkach europejskich, w swoim pierwszym meczu Pucharu Heinekena zdobywając przyłożenie z RC Tulon. W rodzimej lidze ekipa z Glasgow dotarła do finału rozgrywek, w którym jednak uległa Leinster Rugby 34:12. To, co nie udało się w roku 2014, powiodło się rok później. Szkoci ponownie awansowali do finału, w którym pewnie, 31:13 pokonali Irlandczyków z Munster Rugby, po raz pierwszy w swojej historii sięgając po tytuł w lidze Pro12.
Dwudziestojednoletni Gray, który w kwietniu 2015 roku, w spotkaniu z Connacht Rugby po raz pierwszy pełnił funkcję kapitana, przed nowym sezonem 2015/2016 został przez trenera Gregora Townsenda wyznaczony stałym kapitanem Warriors (od sezonu 2016/2017 wspólnie z Henrym Pyrgosem). W listopadzie 2015 roku wspieracz przedłużył kontrakt z drużyną z Glasgow o dalsze trzy lata. Przed sezonem 2016/2017 w ramach draftu (przydzielania przez SRU profesjonalnych zawodników do drużyn półamatorskiej Premiership) Gray został wyznaczony do reprezentowania barw Stirling County R.F.C.
W europejskich rozgrywkach Champions Cup Warriors pod przewodnictwem Graya w sezonie 2016/2017 po raz pierwszy w swojej historii wyszli z grupy, awansując do ćwierćfinału po wyjazdowym zwycięstwie 43:0 nad Leicester Tigers. Tam jednak natrafiwszy na obrońcę tytułu, Saracens, ulegli angielskiej ekipie 13:38.
Latem 2017 roku zawodnik doznał urazu nadgarstka, który wymagał leczenia operacyjnego, a następnie półrocznej przerwy w grze. Zgodnie z draftem na sezon 2017/2018 został ponownie przydzielony do ekipy Currie. Tuż przed końcem 2017 roku Gray podpisał nowy kontrakt z Glasgow Warriors, który miał obowiązywać do 2020 roku. Przed ogłoszeniem tego posunięcia w mediach spekulowano na temat ewentualnych przenosin Szkota do jednego z angielskich klubów; najczęściej jako potencjalny kierunek wskazywano Bristol Rugby. Sam zawodnik przyznał przy tym, że choć zainteresowanie ze strony innych drużyn istniało, to jednak Bristol nie był jedną z nich.
W kwietniu 2019 roku rozegrał swój 100. mecz w barwach Warriors (we wszystkich rozgrywkach). W sezonie 2018/2019 Gray wraz z zespołem z Glasgow po raz trzeci w historii dotarł do finału ligi Pro14, jednak tym razem lepsi, w stosunku 18:15, okazali się być obrońcy tytułu – Leinster Rugby.

## Kariera reprezentacyjna
Po raz pierwszy do szkockiej drużyny narodowej Gray trafił na poziomie grupy do lat 18, w której występował w roku 2011. W wieku niespełna 17 lat, na początku lutego 2012 roku zadebiutował w drużynie U-20 w spotkaniu z Anglią w ramach młodzieżowego Pucharu Sześciu Narodów. W 2013 roku został mianowanym kapitanem zespołu przed kolejną edycją Pucharu. Łącznie na tym poziomie rozegrał 14 spotkań, uczestnicząc w mistrzostwach świata juniorów 2013.
W reprezentacji seniorów zadebiutował w listopadzie 2013 roku w meczu z Południową Afryką, w którym zmienił swojego brata Richiego. W styczniu kolejnego roku został wyłączony ze składu pierwszej reprezentacji na Puchar Sześciu Narodów i skierowany do drugiej drużyny (Szkocja A). Mimo zaledwie 19 lat został wybrany kapitanem na spotkanie z England Saxons. Już tydzień później znalazł się jednak w kadrze na mecz pierwszej reprezentacji  z Anglią na Murrayfield. W czerwcu, podczas wyjazdowej serii spotkań z reprezentacją Argentyny zaliczył swój pierwszy mecz w reprezentacji w wyjściowym składzie. Debiutanckie przyłożenie zdobył jesienią tego roku, także w starciu z „Los Pumas”. W tym samym czasie wywalczył sobie stałe miejsce w pierwszym składzie reprezentacji.
Podczas Pucharu Sześciu Narodów 2015 wystąpił we wszystkich pięciu spotkaniach. Pomimo kompletu porażek zyskał nominację do miana gracza turnieju, notując w rozgrywkach rekordową liczbę 84 defensywnych szarż. We wrześniu Jonny wraz z bratem znaleźli się w składzie reprezentacji na zbliżający się puchar świata w Anglii. Tam młodszy z rodzeństwa Grayów rozegrał cztery spośród pięciu spotkań drużyny narodowej, która w kontrowersyjnych okolicznościach odpadła w ćwierćfinale rozgrywek po porażce z Australią. W czasie pucharu młody zawodnik został ukarany trzytygodniowym zawieszeniem za niebezpieczne zagranie, jednak na skutek odwołania kara ta została anulowana i Gray mógł wystąpić w meczu ćwierćfinałowym.
Wysoka, równa forma wspieracza Glasgow Warriors tak na arenie klubowej, jak i międzynarodowej sprawiła, że wielu komentatorów, zwłaszcza szkockich, było przekonanych, iż Gray powinien znaleźć się w składzie British and Irish Lions na serię spotkań z Nową Zelandią. Ostatecznie tak się nie stało (wśród graczy drugiej linii młyna powołania otrzymali Iain Henderson, Maro Itoje, Alun Wyn Jones, George Kruis i Courtney Lawes).
Dobra dyspozycja szkockiego zespołu zyskała potwierdzenie podczas Pucharu Sześciu Narodów w 2017 i 2018 roku, kiedy to Gray wraz z kolegami w obu przypadkach wygrał po trzy spośród pięciu meczów. Szczególnie godne uwagi były zwycięstwa nad Irlandią w 2017 i Anglią w 2018 – Szkotom po raz pierwszy od dekady udało się sięgnąć po Calcutta Cup.
W 2019 roku podczas Pucharu Sześciu Narodów rozegrał swój w 50. mecz w reprezentacji. Osiągnął to tuż przed swoimi 25. urodzinami, czym pobił dawny rekord swojego brata Richiego (nowy dwa lata wcześniej ustanowił Stuart Hogg). Następnie Gray znalazł się w szerokim składzie na zbliżający się puchar świata. Wyleczywszy uraz mięśni tylnych uda, jakiego doznał tuż przed turniejem, został włączony do 31-osobowej kadry na rozgrywane w Japonii mistrzostwa.

### Statystyki
Stan na dzień 22 września 2019 r.
Występy na arenie międzynarodowej
| Drużyna narodowa | Rok  | Mecze | Punkty |
| ---------------- | ---- | ----- | ------ |
| Szkocja          | 2013 | 2     | 0      |
| Szkocja          | 2014 | 6     | 5      |
| Szkocja          | 2015 | 11    | 0      |
| Szkocja          | 2016 | 9     | 5      |
| Szkocja          | 2017 | 10    | 10     |
| Szkocja          | 2018 | 9     | 0      |
| Szkocja          | 2019 | 7     | 0      |
| Suma             | Suma | 54    | 20     |

Przyłożenia na arenie międzynarodowej
| Lp. | Data              | Miejsce                       | Przeciwnik    | Rozgrywki    |
| --- | ----------------- | ----------------------------- | ------------- | ------------ |
| 1.  | 8 listopada 2014  | Murrayfield Stadium, Edynburg | Argentyna     | mecz testowy |
| 2.  | 12 listopada 2016 | Murrayfield Stadium, Edynburg | Australia     | mecz testowy |
| 3.  | 18 listopada 2017 | Murrayfield Stadium, Edynburg | Nowa Zelandia | mecz testowy |
| 4.  | 25 listopada 2017 | Murrayfield Stadium, Edynburg | Australia     | mecz testowy |

## Styl gry
Podobnie jak wielu zawodników grających na pozycji wspierwcza Gray bardzo dobrze radzi sobie podczas walki o piłkę w formacji autowej. Dodatkowo jego atutami są nietypowe dla rugbystów o jego gabarytach wysokie umiejętności w zakresie gry otwartej, w szczególności celne, pewne podania. Jego najsilniejszą stroną jest jednak gra w defensywie – w ciągu swojej kariery wsławił się jako niestrudzony obrońca. Wykonuje ponadprzeciętnie dużo szarż, w olbrzymiej większości zakończonych sukcesem. Kilkakrotnie prezentowano statystyki wskazujące, że w kolejnych spotkaniach nie zdarzył się ani jeden przypadek przerwania jego próby powalenia rywala. W 2018 roku podczas Pucharu Sześciu Narodów Gray jako pierwszy zawodnik w historii zanotował co najmniej 100 szarż. W kwietniu kolejnego roku w spotkaniu z Leinster Rugby wykonał 43 szarże (wszystkie skuteczne), co wedle doniesień stanowić miało swoisty rekord świata. Zgodnie ze statystykami opublikowanymi przez Opta Sport według stanu na grudzień 2017 roku Gray szarżował ze średnią skutecznością na niespotykanym poziomie 97,9%.

## Nagrody i wyróżnienia
- Młody zawodnik sezonu w Pro12 (Pro12 Young Player of the Year)
  - 2014[57]
- Młody Zawodnik Roku według Friends of Scottish Rugby (Sir Willie Purves Quaich)
  - 2014[58][59]
- Najlepszy zawodnik Pucharu Sześciu Narodów (Six Nations Player of the Championship)
  - 2015 – nominacja[2][60]